# イ・ピルモ
イ・ピルモ(1974年 6月26日 ~ )は大韓民国出身の俳優。 ソウル芸術大学演劇科を卒業。 所属会社はピエンピエンターテインメント。身長183cm、体重70kg。特技は水泳、ジェットスキー、乗馬。

## 出演作品

### テレビドラマ
- 宮廷女官チャングムの誓い（2003年-2004年、MBC）
- みんなでチャチャチャ（2005年、KBS） - ドンジュン役
- 頭突き王（2006年、SBS） - 病院の医師役
- 川になって会おう（2006年、KBS） - パク・ジョンテ役
- アジュンマが行く（2006年、KBS） - シム・ウチャン役
- ヨメ全盛時代（2006年-2007年、KBS） - チョ・イヌ役
- 君は僕の運命（2008年-2009年、KBS） - キム・テヨン役
- ソル薬局の息子たち （2009年、KBS） - ソン・デプン役
- 恋愛マニュアル〜まだ結婚したい女 （2010年、MBC） - ユン・サンウ役
- 鉄の王 キム・スロ （2010年、MBC） - ソク・タレ役
- 愛を信じます（2011年、KBS） - キム・ウジン役
- 光と影（2011年、MBC） - チャ・スヒョク役
- 守護天使キム・ヨング（2011年、KBS） - キム・ヨング役
- エマージェンシー・カップル（2014年、tvN） - クク・チョンス役
- ピノキオ（2014年-2015年、SBS） - ファン・ギョドン役
- 私の心キラキラ（2015年、SBS） - チャン・スンチョル役
- 恋するジェネレーション（2015年、KBS） - キム・ジュソク役
- また!?オ・ヘヨン 〜僕が愛した未来〜（2016年、tvN） - パク・ドギョンの亡父役
- ハッピー・レストラン～家和萬事成～（2016年、MBC） - ユ・ヒョンギ役
- 棘（トゲ）と蜜（2017年、MBC） - オ・ミンギュ役
- ヘチ 王座への道（2019年、SBS） - ハン・ジョンソク役
- 恋慕（2021年、KBS）- ヘジョン役

### 芸能
- ジャングルの法則inニュージーランド（2013年、SBS）

### 映画
- シュリ（1999年） - 北朝鮮特殊8軍団兵士役
- アリラン（2003年） - ユン・ヒョング役
- 風の伝説（2004年） - 美男役
- パパは女の人が好き（2010年）　-ミンギュ役

### 広告モデル
- ハイマート
- ロッテリア火の鳥バーガー

### ＣＭ
- 2003年　韓国放送広告振興公社　...「沼」編

## 受賞
- 2007年 KBS演技大賞 男性助演賞
- 2008年 KBS演技大賞 日々連続ドラマ部門優秀演技賞
- 2009年 第10回大韓民国 映像大典 タレント部門 フォトジェニック賞
- 2009年 KBS演技大賞ベストカップル賞